# Prêmio FIFA Ferenc Puskás de 2012
O Prémio FIFA Ferenc Puskás de 2012 foi uma premiação que escolheu o golo mais bonito do ano. Foi realizado no dia 7 de janeiro de 2013 e teve como vencedor o futebolista eslovaco Miroslav Stoch, no jogo pelo Campeonato Turco de Futebol entre Fenerbahçe e Gençlerbirligi.

## Candidatos

### 2012
| Posição     | Jogador                | Nacionalidade | Time                | Oponente         | Resultado | Competição                       | % votos |
| ----------- | ---------------------- | ------------- | ------------------- | ---------------- | --------- | -------------------------------- | ------- |
| 1º          | Miroslav Stoch         | Eslováquia    | Fenerbahçe          | Gençlerbirliği   | 6–1       | Campeonato Turco de 2011–12      | 78%     |
| 2º          | Radamel Falcao         | Colômbia      | Atlético Madrid     | América de Cali  | 2–1       | Amistoso                         | 15%     |
| 3º          | Neymar                 | Brasil        | Santos              | Internacional    | 3–1       | Copa Libertadores de 2012        | 7%      |
| Sem posição | Emmanuel Agyemang-Badu | Gana          | Gana                | Guiné            | 1–1       | Copa Africana das Nações de 2012 | N/A     |
| Sem posição | Hatem Ben Arfa         | França        | Newcastle United    | Blackburn Rovers | 2–1       | Copa Inglesa de 2011–12          | N/A     |
| Sem posição | Eric Hassli            | França        | Vancouver Whitecaps | Toronto FC       | 1–1       | Campeonato Canadense de 2012     | N/A     |
| Sem posição | Olivia Jiménez         | México        | México              | Suíça            | 2–0       | Mundial Feminino Sub-20 de 2012  | N/A     |
| Sem posição | Gastón Mealla          | Bolívia       | Nacional Potosí     | The Strongest    | 2–2       | Campeonato Boliviano de Futebol  | N/A     |
| Sem posição | Lionel Messi           | Argentina     | Argentina           | Brasil           | 4–3       | Amistoso                         | N/A     |
| Sem posição | Moussa Sow             | Senegal       | Fenerbahçe          | Galatasaray      | 2–2       | Campeonato Turco de 2011–12      | N/A     |